# Mora de Rubielos
Mora de Rubielos ist eine spanische Kleinstadt im Südosten der Provinz Teruel in der Autonomen Gemeinschaft Aragonien. Mora de Rubielos ist der Hauptort der Comarca Gúdar-Javalambre. Nachdem die Burg (castillo) und die ehemalige Stiftskirche (ex-colegiata) bereits 1931 bzw. 1944 zu nationalen Kulturgütern (Bienes de Interés Cultural) erklärt wurden, wurde der gesamte Ort im Jahr 1978 als Conjunto histórico-artístico anerkannt.

## Lage
Mora de Rubielos liegt etwa 42 Kilometer (Fahrtstrecke) südöstlich der Provinzhauptstadt Teruel im Bergland der Sierra de Gúdar in einer Höhe von ca. 1040 Metern ü. d. M. Die Mittelmeerstädte Sagunto und Valencia befinden sich knapp 92 bzw. 116 Kilometer in südöstlicher Richtung.

## Bevölkerungsentwicklung
| Jahr      | 2005  | 2009  | 2012  |
| Einwohner | 1.553 | 1.756 | 1.649 |

Die höchsten Einwohnerzahlen seiner Geschichte (über 3.000) verzeichnete Mora de Rubielos in der zweiten Hälfte des 19. Jahrhunderts.

## Wirtschaft
Landwirtschaft und Tourismus (im Winter auch Skitourismus) sind die Haupteinnahmequellen des Ortes. Für die Region ist er ein wichtiges Handwerks- und Handelszentrum.

## Geschichte
Aus der Frühgeschichte des Ortes stammen Feuersteinfunde etc.; auch einige Terra Sigillatascherben aus römischer Zeit wurden entdeckt. Im Jahre 1171 wurde der Ort im Zuge der  Reconquista von den Truppen Alfons II. den Händen der Mauren entrissen. Der Ort wechselte in der Folge mehrmals den Grundherrn; von 1356 bis 1365 war er von kastilischen Truppen besetzt.

## Sehenswürdigkeiten

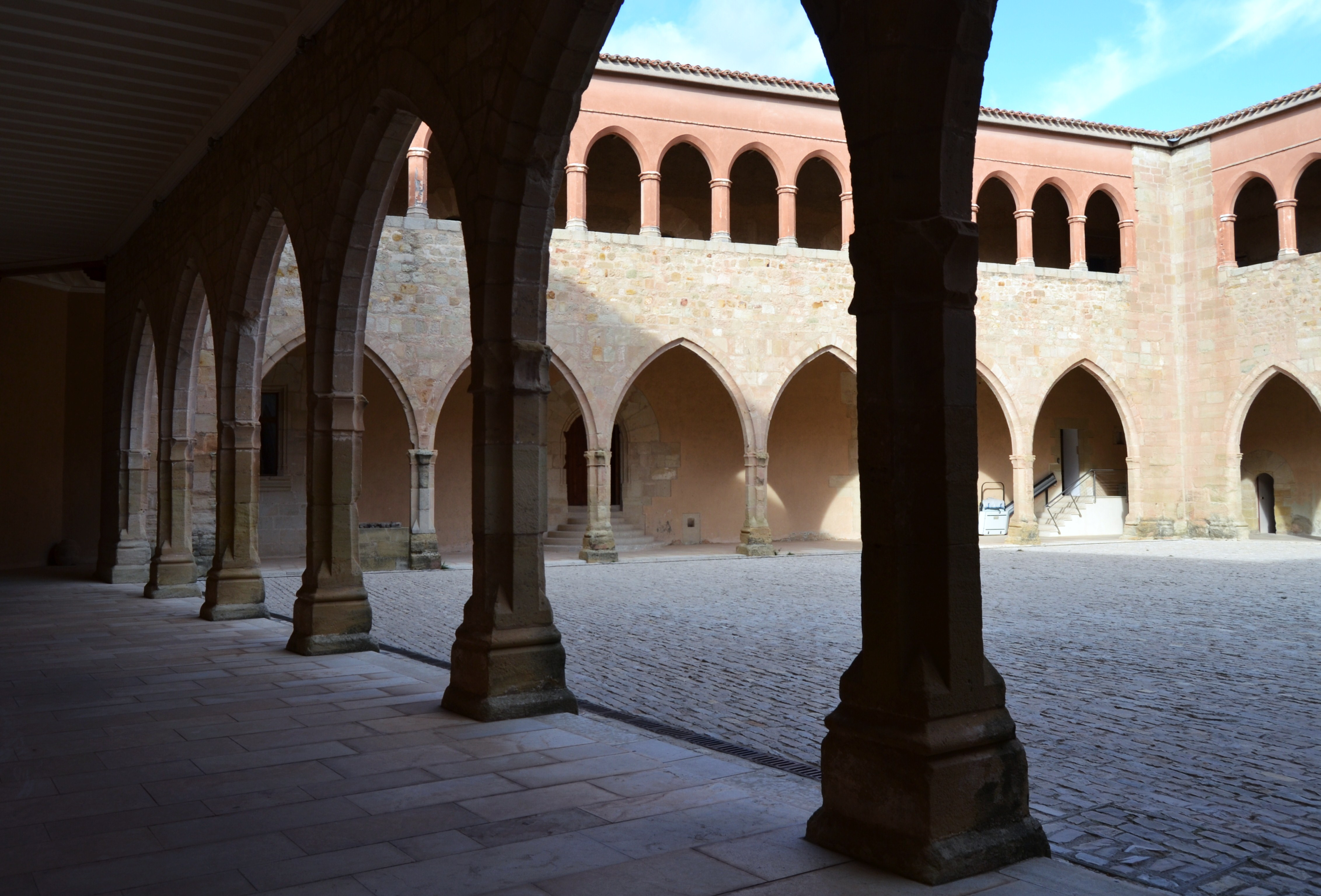
Innenhof der Burg

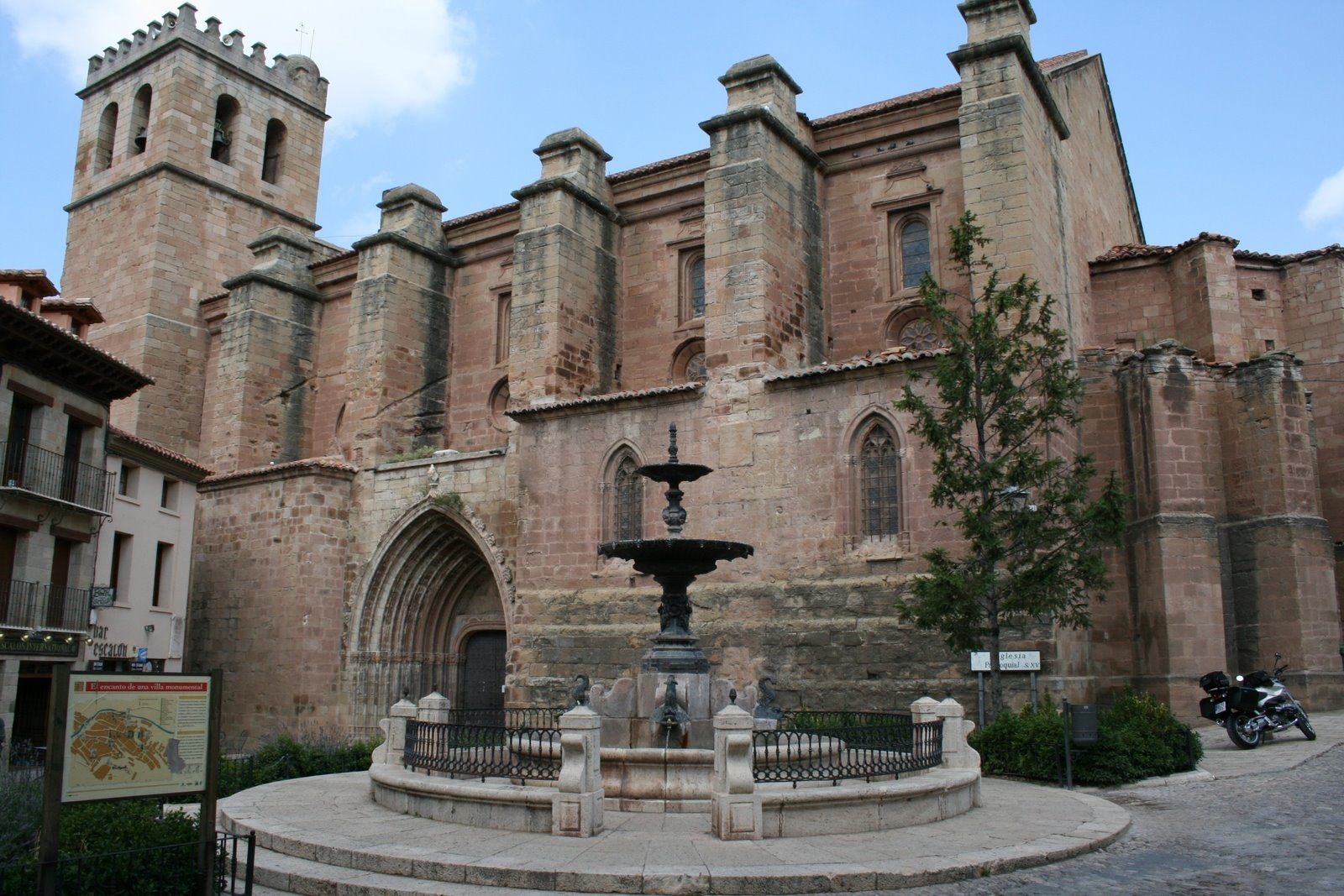
Gotische Kirche Santa María

- Die mächtige Burg entstammt ursprünglich dem 13. und 14. Jahrhundert; sie wurde jedoch im 15. Jahrhundert mit hochaufragenden und nahezu fensterlosen Mauern neugestaltet. Im Jahre 1614 wurde in ihren Räumlichkeiten ein Franziskanerkloster eingerichtet, das jedoch im Rahmen der Desamortisation im 19. Jahrhundert aufgelöst wurde. Der zweigeschossige Innenhof mit seinen gotischen Arkadenbögen ist vollkommen schmucklos gehalten und diente den Franziskanern wohl auch als Kreuzgang.
- Die ehemalige Kollegiatkirche Santa María ist ein gotischer Bau des 15. Jahrhunderts mit einem tiefgestaffelten Portal auf der Südseite; die Kapitellzone des Gewändes zeigt Männer- und Frauenköpfe sowie vegetabile Ornamente. Das einschiffige, gedrungen wirkende Langhaus wird von einem Kreuzrippengewölbe überspannt; im Chor befindet sich ein Sterngewölbe. Die auf der Nordseite angebauten Kapellen und der kleine Kreuzgang stammen aus dem 17. Jahrhundert.
- Der Vorplatz der Kirche ist von teils wappengeschmückten Häusern des 16. bis 18. Jahrhunderts umstanden, die reichen Großgrundbesitzerfamilien gehörten.
- Von der spätmittelalterlichen Stadtmauer haben sich drei Tore erhalten – die Puerta des las Monjas, die Puerta de los Olmos und die Puerta de la Plaza.
- Aus dem 17. und 18. Jahrhundert stammen fünf Einsiedeleien: Dolorosa, San Roque, San Miguel, La Soledad und Loreto – letztere ist auch unter dem Namen Santa Lucia bekannt.